# Liberty of the Seas
La Liberty of the Seas è una nave da crociera della compagnia norvegese-statunitense Royal Caribbean International, costruita nei cantieri finlandesi Aker Finnyards a Turku. Fu la seconda nave della classe Freedom, e fino alla costruzione della nave Oasis of the Seas nel 2009, fu insieme con le navi gemelle Freedom of the Seas e Independence of the Seas la nave passeggeri più grande del mondo.

## Costruzione
La costruzione nel bacino di carenaggio del cantiere Aker Yards (l'attuale STX Shipbuilding) dove furono costruite anche le altre navi della classe Freedom, fu iniziata nel 2005. Completata 18 mesi dopo, divenne insieme con la gemella Freedom of the Seas la nave passeggeri più grande del mondo. Dapprima è stato annunciato che la nave sarà battezzata col nome Endeavour of the Seas, tuttavia, questo nome fu poi cambiato. Il 19 aprile 2007, è stata consegnata alla compagnia Royal Caribbean International, e il 22 dello stesso mese ha visitato Southampton in un viaggio promozionale. Il 3 maggio è arrivata a New York dove il 18 maggio è stata celebrata la cerimonia del battesimo, e il giorno successivo è salpata per il suo primo viaggio. Anche se 2,4 m più stretta, 1,5 m meno profonda, 8,3 m più bassa e 8,5 nodi più lenta, la Liberty of the Seas è più grande del transatlantico britannico Queen Mary 2, la detentrice del titolo della nave passeggeri più grande del mondo fino al 2006, per la stazza lorda maggiore. La stima ufficiale della società di classificazione norvegese Det Norske Veritas, fu di 154.407 tonnellata, circa 6000 t in più delle 148.528 t di Queen Mary 2. Il costo di costruzione era di 870 milioni di dollari.

## Dati tecnici
La Liberty of the Seas e lunga 338,91 m e larga 56,08 m. Naviga alla velocità massima di 21,6 nodi (40 km/h). La nave è spinta dalla propulsione diesel-elettrica con 6 motori Diesel Wärtsilä 46 V12, 12,6 MW (17.000 CV) a 514 giri/min, come generatori di energia elettrica, e i 3 pod di propulsione Asea Brown Boveri (ABB) Azipod - uno fisso e due azimutali, con la potenza complessiva di 42 MW. La nave dispone anche di 4 propulsori trasversali di prua, per una manovrabilità più facile nei porti. Le scialuppe di salvataggio sono 30 e il consumo di carburante è di 12,80 t all'ora.

## Interni
La nave dispone di 18 ponti, 15 dei quali per i passeggeri, 242 cabine esterne senza balcone (cca. 15 m²), 842 cabine con balcone (cca. 19 m²), 733 cabine interne (172 delle quali con la vista sul ponte di passeggio interno). La cabina più grande, l'appartamento presidenziale, è di 113 m². La capacità passeggeri standard e di 3.600, o 4.370 alla massima capienza, e con i 1.300 membri dell'equipaggio, la nave porta 5.730 persone in totale. La Liberty of the Seas, come le altre navi delle classi Freedom e Voyager, e contraddistinta dal ponte di passeggio interno (Royal Promenade) lungo 135 m, largo 9 m e alto 4 ponti, dove sono concentrati i principali ristoranti, centri commerciali e di divertimento, la biblioteca, e il teatro con 1.350 posti.

## Destinazioni
La Liberty of the Seas, attualmente naviga per itinerari di sette giorni nel Mediterraneo partendo da Napoli per poi arrivare a Barcellona, Tolone in Francia, Villefranche (Montecarlo), La Spezia, Civitavecchia (Roma) e poi ritornare a Napoli.

## Galleria d'immagini

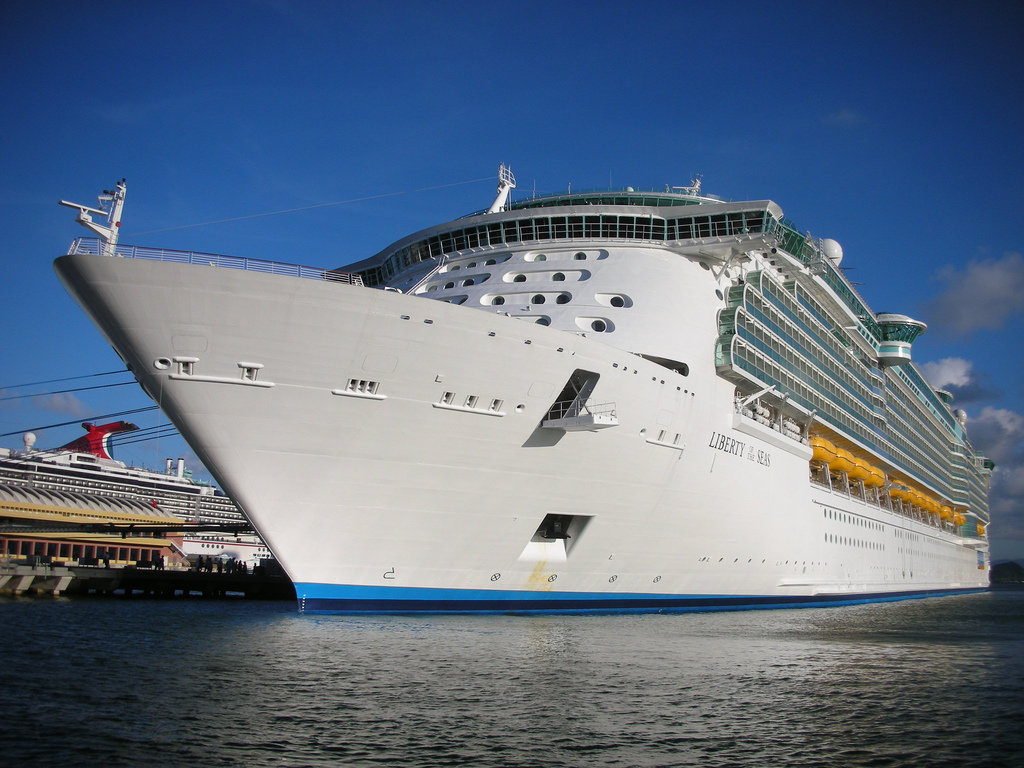
San Juan, Puerto Rico, 3 settembre 2007
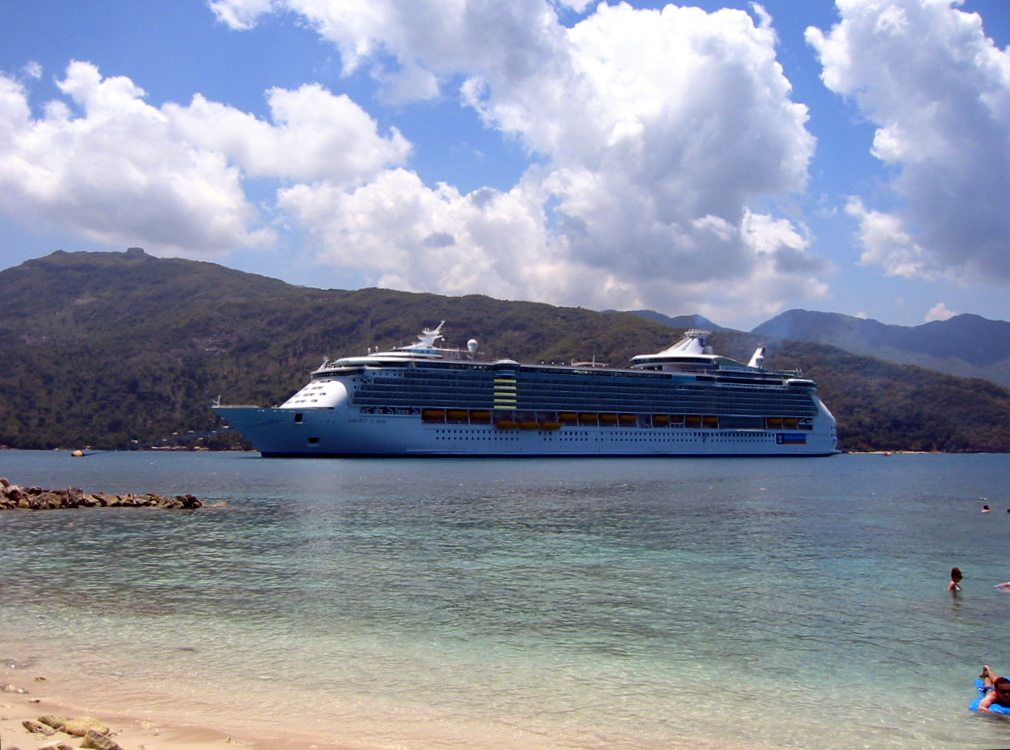
Labadee, Haiti, 21 aprile 2008
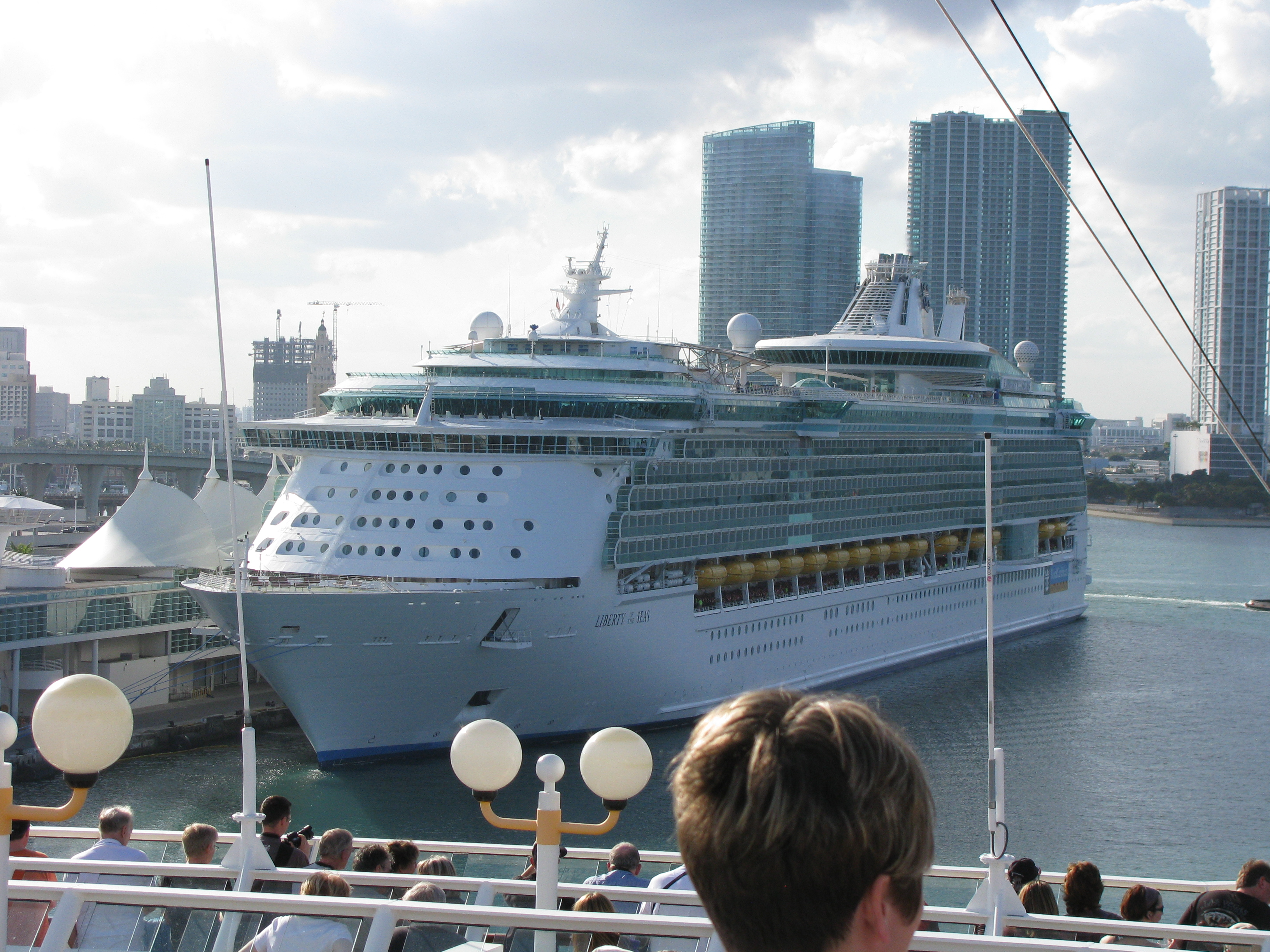
Miami, Florida, 21 febbraio 2009
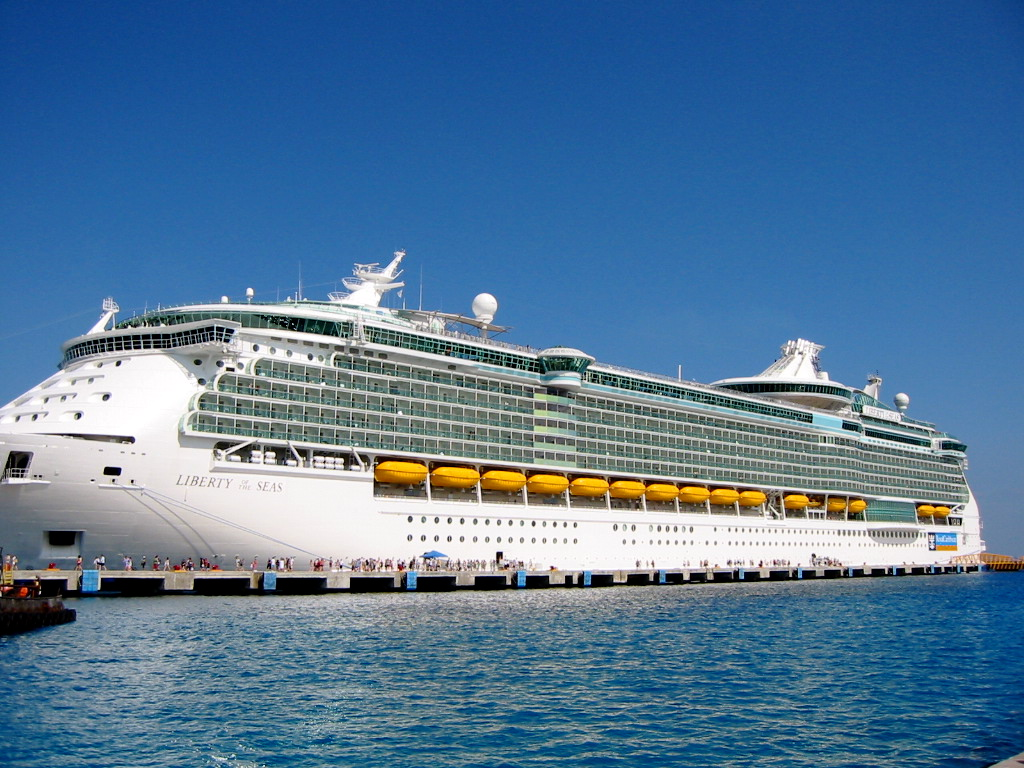
Cozumel, Messico, 24 aprile 2008.